# Ульріх II (граф Вюртембергу)
Ульріх II (нім. Ulrich II.; бл. 1254– 18 вересня 1279) — 6-й граф Вюртембергу в 1265—1279 роках.

## Життєпис
Походив з Вюртемберзького дому. Син Ульріха I, графа Вюртембергу, та його першої дружини Мехтільди Баденської. Народився близько 1254 року. У 1258 році втратив матір. Виховувався мачухою Агнес Лігніцькою.
1265 року після смерті батька успадкував графство Вюртемберг. Через малий вік опинився під опікою родича графа Гартмана II фон Грюнінгена. У 1269 році став самостійним правителем. Загалом підтримував політику короля Рудольфа I Габсбурга в Німеччині.
Вперше поставив свій підпис 1270 року. Також відоме письмове свідчення Ульріха II від 1277 року. Помер 1279 року. Йому спадкував зведений брат Ебергард I.